# Alexander von Bethmann
Alexander von Bethmann (25. srpna 1814 Frankfurt nad Mohanem – 20. srpna 1883 Homburg), byl rakouský bankéř a politik německé národnosti původem Frankfurtu, ale působící v Čechách, v 60. letech 19. století poslanec Říšské rady.

## Biografie
V době svého působení v parlamentu se uvádí jako statkář svobodný pán Alexander von Bethmann. Pocházel z bankéřské rodiny. Byl jedním ze čtyř synů bankéře Simona Moritze von Bethmanna. Sám se věnoval bankéřské činnosti a pobýval zčásti ve Frankfurtu, zčásti na svém statku v Křinci u Nymburku v Čechách, kde se s úspěchem zabýval chovem koní. Patřil mezi zakladatele porýnského dostihového spolku. Roku 1855 byl povýšen na svobodného pána. Byl též čestným rytířem johanitského řádu.
Angažoval se i politicky. V zemských volbách roku 1861 byl zvolen na Český zemský sněm za kurii velkostatkářskou, nesvěřenecké velkostatky. Zastupoval Stranu ústavověrného velkostatku.
Působil také coby poslanec Říšské rady (celostátního parlamentu Rakouského císařství), kam ho delegoval Český zemský sněm (Říšská rada tehdy ještě byla volena nepřímo, coby sbor delegátů zemských sněmů). 12. listopadu 1864 složil slib.
Zemřel v srpnu 1883.